# Tomas Edström
Tomas Edström, född 20 maj 1946 i Stockholm, är en svensk författare, vissångare och trubadur. Edström är Taube-stipendiat och Bellmanpristagare. 
Han började sin karriär på Vispråmen Storken på 1960-talet, där han blev hedersmedlem 1966, samtida med legendarer som Fred Åkerström, Cornelis Vreeswijk, Pierre Ström och Torgny Björk. Edström är utbildad inom film, TV och teater, samt är manusförfattare, regissör och lärare i dramaturgi, speaker och nattpratare i radio och TV. Hans eget produktionsbolag Moviesion AB har producerat dokumentärer om bland annat Grönland, Kina och Indien, samt utbildningsprogram för företag, statliga myndigheter och kommuner. Under tio år var han ordförande för Sveriges Film- och Videoproducenter. Numera är han VD för WhatsOnMedia AB.
Edström utkom med CD:n "Svart och vitt" 2002, innehållande bland annat egna visor samt tonsättningar av Stig Dagerman och Nils Ferlin. Han uppträder med program om våra stora visdiktare på visträffar, festivaler och sjukhus. Han har varit programledare för Söders visdag och Taubedagen i Stockholm, vice ordförande och programansvarig under tio år i Taubesällskapet, samt ledamot i samfundet Visans Vänner/Stockholm. 
Edström har fått Taubedagens trubadurpris 2010., samt var vinnare av Radio Stockholms Taubepris.
Han har också ingått som bandmedlem och solist i olika orkestrar såsom Rangers Four, On The Rocks, Clark Kent och folkmusiktrion EDSTRÖM, KRALL och BRÅTHE. 2018 och under några år var han programledare på radiokanalen Coast FM Gold 97,6 på spanska sydkusten med svenska radioprogrammet God Morgon Scandinavia! Över 200 timslånga program sändes på lördagarna. Edström är även redaktör för Stockholm4you https://www.facebook.com/stockholm4you,, Gothenburg4you https://www.facebook.com/gothenburg4you, och andra sidor på sociala media.